# Biscia (araldica)
In araldica la biscia è un serpente che simboleggia la perseveranza, la pazienza e la riflessione. I colori abituali sono l'azzurro, l'argento o il verde. Nell'araldica italiana la biscia più famosa è quella dei Visconti, meglio nota come biscione, esposto poi anche nel logo dell'Alfa Romeo. In particolare una leggenda narra che un Visconti assunse tale simbolo dopo aver sconfitto in duello un valoroso guerriero moro, come simbolo di ammirazione per il valore guerresco dimostrato da quest'ultimo. È talvolta impiegata come simbolo dalle corporazioni di medici, probabilmente per estrazione del serpente dal caduceo.
In Francia prende il nome di guivre (o vuivre).

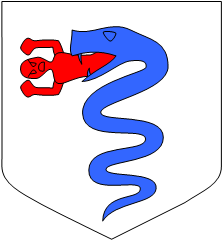
D'argento, alla biscia d'azzurro ingollante un bambino di rosso
Biscia nello stemma di Bellinzona
Biscia coronata ingollante un fanciullo (Pružany, Bielorussia)
Biscia rivoltata (Schlangen, Germania)
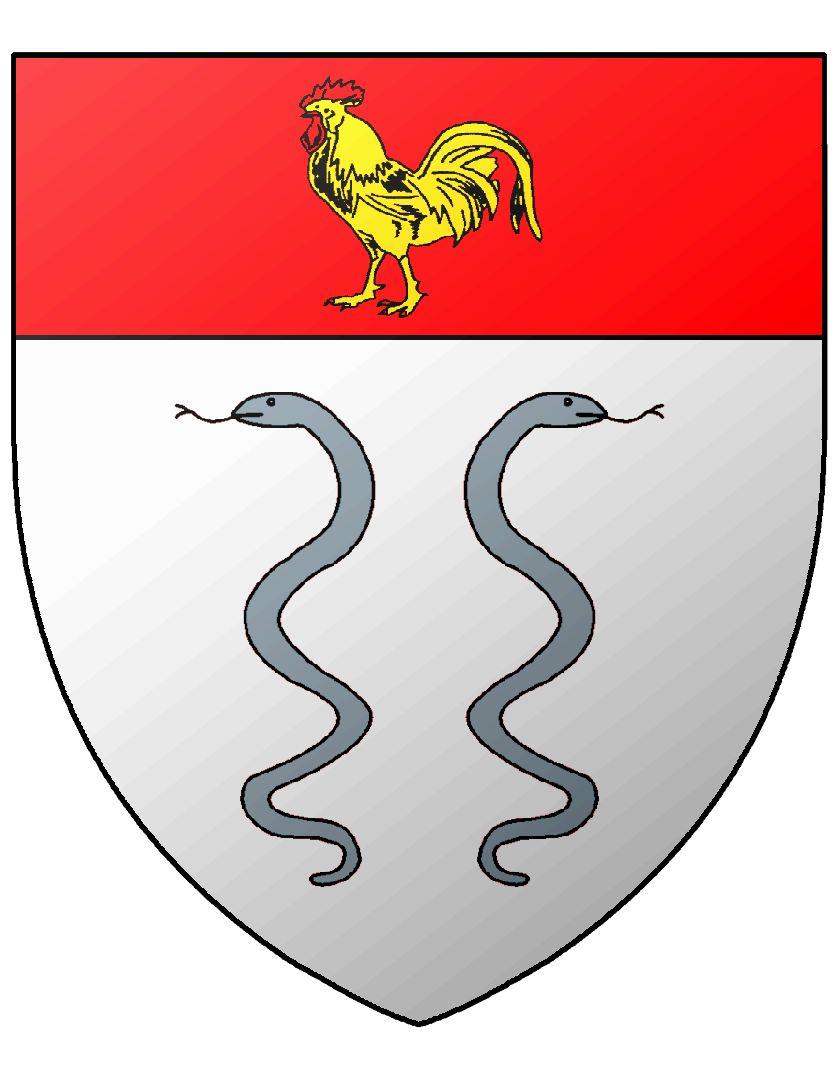
Due bisce addossate (Corporation des médecins di Vitry-le-François)
D'oro, alla biscia d'azzurro, ondeggiante in palo (stemma della famiglia Colbert)

## Posizione araldica ordinaria
La biscia si rappresenta, di norma, ondeggiante in palo, di profilo e volta a destra.

## Attributi araldici
Ingollante: quando ingoia una figura, solitamente un bambino.